# Rund um Berlin 1984

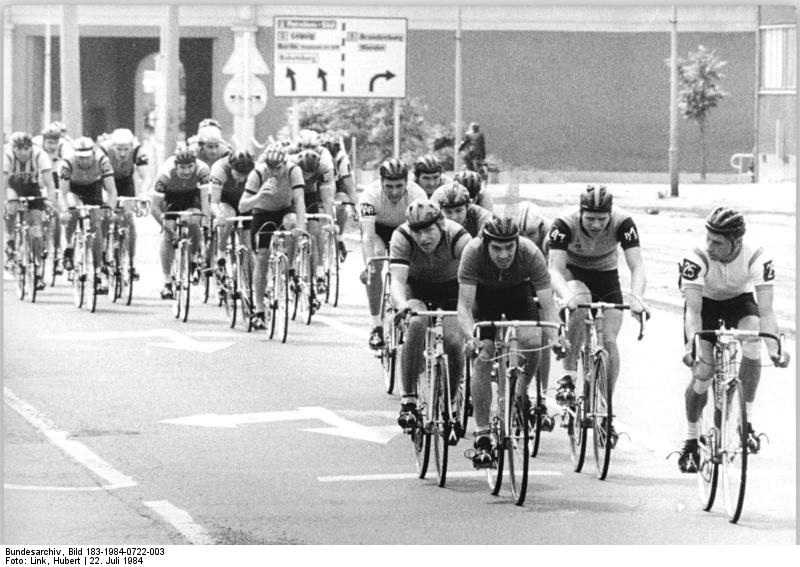
Das Hauptfeld fährt geschlossen über die Friedrich-Ebert-Straße von Potsdam

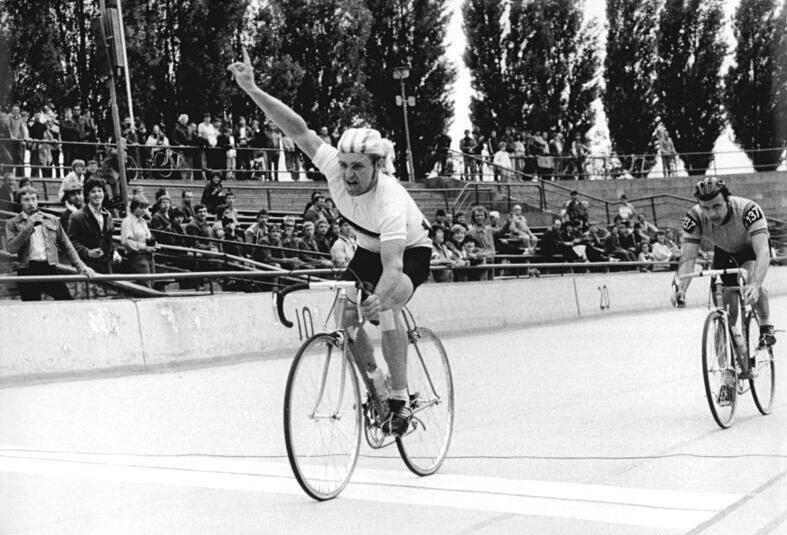
Bodo Straubel gewinnt Rund um Berlin 1984, Hans-Joachim Meisch geht als Zweiter über die Ziellinie, Zieleinlauf auf der Radrennbahn Weißensee

Rund um Berlin 1984 war die 78. Austragung des ältesten deutschen Eintagesrennens Rund um Berlin. Es fand am 22. Juli über 197 Kilometer statt.

## Rennverlauf
Start war die Dynamo-Sporthalle in Berlin-Hohenschönhausen, Ziel die Radrennbahn Weißensee. 85 Radrennfahrer aus den Sportclubs der DDR sowie die besten BSG-Fahrer waren am Start. Das Straßenradrennen fand in diesem Jahr ohne internationale Beteiligung statt. Die Nationalmannschaftsfahrer, die an der Internationalen Friedensfahrt teilgenommen hatten, waren ebenfalls nicht am Start. Nach 110 Kilometern entstand eine Spitzengruppe mit Ralf Wodynski, Torsten Kunath und Olaf Fröhlich, die das Hauptfeld durch ihre Attacke in mehrere Gruppen aufteilte. 50 Kilometer vor dem Ziel schlossen mehrere Gruppen zur Spitze auf. Bei Birkenwerder griff Uwe Ampler an, fünf Fahrer konnten folgen. 5 Kilometer vor dem Ziel setzten sich Bodo Straubel und Hans-Joachim Meisch ab und kamen mit 30 Sekunden Vorsprung ins Ziel, wo Straubel den Sprint für sich entschied.
|     | Fahrer              | Verein            | Zeit (h)       |
| --- | ------------------- | ----------------- | -------------- |
| 01. | Bodo Straubel       | SC DHfK Leipzig   | 4:49:47 h      |
| 02. | Hans-Joachim Meisch | SC Turbine Erfurt | 4:49:47 h      |
| 03. | Mario Kummer        | SC Turbine Erfurt | + 0:30 Minuten |
| 04. | Uwe Ampler          | SC DHfK Leipzig   | + 1:30 Minuten |
| 05. | Detlef Ernst        | SC Cottbus        | + 1:30 Minuten |
| 06. | Thomas Schmidt      | SC DHfK Leipzig   | + 1:30 Minuten |
| 0 … |                     |                   |                |